# Восканян, Артур Ашотович
Арту́р Ашо́тович Восканя́н (арм. Արթուր Աշոտի Ոսկանյան; род. 13 августа 1976, Ереван, Армянская ССР, СССР) — армянский футболист, полузащитник. Выступал за сборную Армении. 13 августа 2011 года провёл прощальный матч, после чего перешёл на тренерскую работу в клубе.

## Клубная карьера
Восканян начал свою карьеру в эчмиадзинском «Звартноце», за который в первом сезоне отыграл 11 матчей. На тот момент ему было ещё 17 лет. Следующий, полноценно проведённый сезон Восканяном не помог клубу сохранить место на следующий сезон. Сам Восканян после вылета клуба перешёл в ереванский «Ван». За «Ван» успел сыграть лишь два сезона, так как клуб после сезона 1996/97 был расформирован.
В 1998 году Восканян становиться игроком набирающем мощь араратского «Цемента». Клуб завоевал в этот сезон первый чемпионский трофей и кубок, оформив золотой дубль. Восканян помимо командных достижений, завоевал и индивидуальное по результатам голосования, став лучшим футболистом Армении 1998 года.

## Карьера в сборной
Дебют в национальной сборной состоялся 27 марта 1999 года в домашнем квалификационном матче к Евро-2000 против сборной России, в котором армянская команда потерпела поражение со счётом 0:3. За весь период выступлений за главную команду страны Артур провёл 52 встречи и забил один мяч в игре против мальтийской сборной.
В марте 2010 года получил приглашение в сборную, за которую последний раз сыграл год назад.

## Тренерская карьера
8 декабря 2015 года стал главным тренером сборной Армении до 17 лет.

## Достижения

### Командные достижения
«Спартак» (Ереван)
- Чемпион Армении (1): 1998
- Бронзовый призёр Чемпионата Армении (1): 2001
- Обладатель Кубка Армении (1): 1998
- Обладатель Суперкубка Армении (1): 1998

«Бананц»
- Бронзовый призёр Чемпионата Армении (1): 2002
- Серебряный призёр Чемпионата Армении (1): 2010
- Финалист Кубка Армении (2): 2009, 2010

«Пюник»
- Чемпион Армении (2): 2005, 2006
- Финалист Кубка Армении (1): 2006
- Обладатель Суперкубка Армении (1): 2005

«Арарат» (Ереван)
- Финалист Кубка Армении (1): 2007

### Личные достижения
- Футболист года в Армении: 1998

## Личная жизнь
Женат, имеет двух детей (девочка и мальчик). Есть младший брат Ара Восканян, который также являлся футболистом.